# Viñedo de Provenza

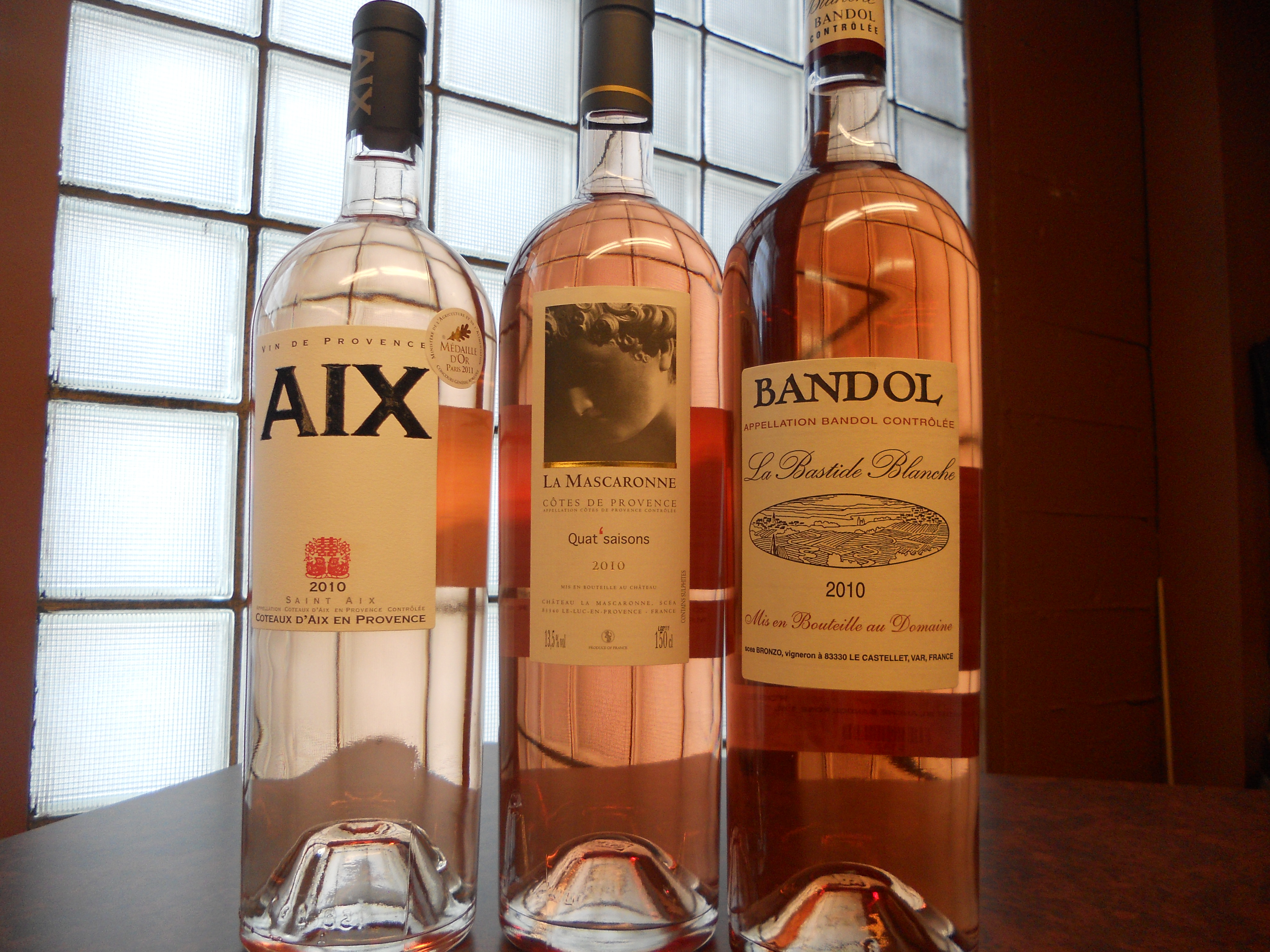
Vinos procedentes de la región

El viñedo de Provenza (en francés, Vignoble de Provence) es una región vinícola francesa que se extiende desde el sur de Aviñón hasta los Alpes Marítimos (viñedo de Bellet sur Nice). Se caracteriza por una gran heterogeneidad en su situación tanto geológica como climática, si bien con un clima mediterráneo predominante; hay zonas más frías en las que la influencia del viento será determinante.

En el seno de este viñedo se reconocen las denominaciones de origen (AOC) siguientes:
Las denominaciones regionales
- AOC Côtes de Provence
- AOC Coteaux d’Aix-en-Provence
- AOC Coteaux varois en Provence

Las denominaciones locales
- AOC Bandol
- AOC Bellet
- AOC Cassis
- AOC Palette
- AOC Les Baux de Provence

## Variedades viníferas
Vinos tintos y rosados
- barbaroux
- cabernet sauvignon
- calitor
- camarèse
- Cariñena
- cinsault
- counoise
- garnacha tinta (aquí, 'Grenache noir)
- monastrell (aquí llamada Mourvèdre)
- muscardin
- picpoul noir
- syrah
- terret noir
- tibouren
- vaccarèse

Vinos blancos
- bourboulenc
- clairette
- grenache blanc
- maccabéo
- marsanne
- roussanne
- sémillon
- ugni blanc
- vermentino (llamado Rolle)
- viognier